# Astryda Bernadotte
Astryda, królowa Belgów (szw. Astrid Sofia Lovisa Thyra, ur. 17 listopada 1905 w Sztokholmie, zm. 29 sierpnia 1935 w Küssnacht am Rigi) – księżniczka Szwecji z dynastii Bernadotte, księżna Brabancji (od 1926 do 1934), od 17 lutego 1934 do 29 sierpnia 1935 królowa Belgów jako żona króla Leopolda III, córka Karola, księcia Västergötlandu i jego żony, księżnej Ingeborgi.
Księżniczka Astryda urodziła się w Sztokholmie jako trzecie dziecko Karola, księcia Västergötlandu i Ingeborgi, księżnej Västergötlandu.
W 1926 poślubiła Leopolda, księcia Brabancji, z którym miała troje dzieci: Józefinę Szarlottę, wielką księżną Luksemburga (ur. 1927, zm. 2005), Baldwina I, króla Belgów (ur. 1930, zm. 1993) i Alberta II, króla Belgów (ur. 1934).
Od urodzenia nosiła tytuł Jej Królewskiej Wysokości Księżniczki Szwecji. Po ślubie z księciem Leopoldem została następczynią belgijskiego tronu i otrzymała tytuł Księżnej Brabancji. Po śmierci teścia 17 lutego 1934 została Królową Belgów.
Zmarła dnia 29 sierpnia 1935 wskutek obrażeń odniesionych w wypadku samochodowym w szwajcarskiej miejscowości Küssnacht (prowadzone przez jej męża auto uderzyło w krawężnik, po czym uderzyło w drzewo). Została pochowana 3 września w Kościele Naszej Pani w Laeken w Brukseli.

## Powiązania rodzinne
Miała troje rodzeństwa: Małgorzatę, księżną Axel z Danii, Martę, księżną koronną Norwegii i Karola, księcia Östergötlandu.
4 listopada 1926 została żoną belgijskiego księcia Leopolda, późniejszego króla Leopolda III. Zginęła 29 sierpnia 1935 w wypadku samochodowym w Szwajcarii.
Astrid i Leopold mieli troje dzieci:
- Józefina Szarlotta (1927–2005), od 1953 żona wielkiego księcia Luksemburga, Jana
- Baudouin Albert, książę Brabancji, hrabia Hainaut (1930–1993), król Belgów
- Albert Feliks, książę Liège (ur. 1934), król Belgów

## Odznaczenia
- Wielka Wstęga Orderu Leopolda
- Odznaka Honorowa Polskiego Czerwonego Krzyża I stopnia (1935)[2]

## Genealogia

### Przodkowie
| Osoba                   | Rodzice                           | Dziadkowie                        | Pradziadkowie                        |
| Astryda, królowa Belgów | Karol, książę Västergötlandu      | Oskar II, król Szwecji i Norwegii | Oskar I, król Szwecji i Norwegii     |
| Astryda, królowa Belgów | Karol, książę Västergötlandu      | Oskar II, król Szwecji i Norwegii | Józefina, królowa Szwecji i Norwegii |
| Astryda, królowa Belgów | Karol, książę Västergötlandu      | Zofia, królowa Szwecji i Norwegii | Jerzy, książę Nassau                 |
| Astryda, królowa Belgów | Karol, książę Västergötlandu      | Zofia, królowa Szwecji i Norwegii | Paulina, księżna Nassau              |
| Astryda, królowa Belgów | Ingeborga, księżna Västergötlandu | Fryderyk VIII, król Danii         | Chrystian IX, król Danii             |
| Astryda, królowa Belgów | Ingeborga, księżna Västergötlandu | Fryderyk VIII, król Danii         | Luiza, królowa Danii                 |
| Astryda, królowa Belgów | Ingeborga, księżna Västergötlandu | Luiza, królowa Danii              | Karol XV, król Szwecji i Norwegii    |
| Astryda, królowa Belgów | Ingeborga, księżna Västergötlandu | Luiza, królowa Danii              | Ludwika, królowa Szwecji i Norwegii  |